# Aaron Samuel
Aaron Samuel Olanare (Port Harcourt, 4 giugno 1994) è un calciatore nigeriano, attaccante del PT Prachuap.

## Carriera

### Club

#### Vålerenga
Il 30 agosto 2012, ha firmato ufficialmente un contratto con i norvegesi del Vålerenga, valido per i successivi quattro anni e mezzo. Ha esordito nell'Eliteserien in data 31 agosto, subentrando a Chad Barrett nella vittoria per 4-0 sul Sandnes Ulf: nello stesso incontro, ha realizzato la prima rete nella massima divisione locale.

#### Sarpsborg 08
Il 10 luglio 2013, è stato ingaggiato dal Sarpsborg 08, formazione a cui si è legato con un contratto triennale: il trasferimento sarebbe stato ratificato a partire dal 15 luglio, data di riapertura del calciomercato in Norvegia. Il 29 luglio ha debuttato con questa maglia, schierato titolare nella sconfitta per 5-3 contro la sua ex squadra del Vålerenga. Il 4 agosto ha realizzato la prima rete in squadra, nella sconfitta casalinga per 2-4 contro lo Strømsgodset.

#### Guangzhou R&F
L'8 luglio 2014, Samuel si è diretto in Cina per firmare per il Guangzhou R&F. Una percentuale della cifra incassata dal Sarpsborg 08 per il calciatore è finita nelle casse del Vålerenga, come da accordi presi nell'estate del 2013. Ha esordito nella Chinese Super League in data 19 luglio, nella vittoria casalinga per 3-2 sul Jiangsu Sainty. Il 31 luglio ha realizzato la prima rete nella massima divisione cinese, nel successo per 1-5 sul campo del Liaoning Whowin.

### Nazionale
Alla fine del mese di settembre 2014, il commissario tecnico della Nigeria Stephen Keshi lo ha convocato in vista delle due sfide di qualificazione alla Coppa delle nazioni africane 2015, entrambe da disputarsi contro il Sudan. L'11 ottobre ha così effettuato il proprio esordio, subentrando a Nosa Igiebor nella sconfitta per 1-0 contro la formazione sudanese. Il 15 ottobre ha giocato la sua seconda partita in Nazionale, sempre contro il Sudan, in cui ha segnato la prima rete con questa maglia: la formazione nigeriana si è imposta per 3-1.

## Statistiche

### Presenze e reti nei club
Statistiche aggiornate al 15 ottobre 2014.
| Stagione            | Club                | Campionato          | Campionato | Campionato | Coppe nazionali | Coppe nazionali | Coppe nazionali | Coppe continentali | Coppe continentali | Coppe continentali | Supercoppe | Supercoppe | Supercoppe | Totale | Totale |
| Stagione            | Club                | Comp                | Pres       | Reti       | Comp            | Pres            | Reti            | Comp               | Pres               | Reti               | Comp       | Pres       | Reti       | Pres   | Reti   |
| ------------------- | ------------------- | ------------------- | ---------- | ---------- | --------------- | --------------- | --------------- | ------------------ | ------------------ | ------------------ | ---------- | ---------- | ---------- | ------ | ------ |
| 2010-2011           | Dolphins            | PL                  | 23         | 15         | FACup           | ?               | ?               | -                  | -                  | -                  | -          | -          | -          | 23+    | 15+    |
| ago.-dic. 2012      | Vålerenga           | ES                  | 5          | 1          | CN              | -               | -               | -                  | -                  | -                  | -          | -          | -          | 5      | 1      |
| gen.-lug. 2013      | Vålerenga           | ES                  | 10         | 0          | CN              | 2               | 1               | -                  | -                  | -                  | -          | -          | -          | 12     | 1      |
| Totale Vålerenga    | Totale Vålerenga    | Totale Vålerenga    | 15         | 1          |                 | 2               | 1               |                    | -                  | -                  |            | -          | -          | 17     | 2      |
| lug.-dic. 2013      | Sarpsborg 08        | ES                  | 13         | 5          | CN              | -               | -               | -                  | -                  | -                  | -          | -          | -          | 13     | 5      |
| gen.-lug. 2014      | Sarpsborg 08        | ES                  | 13         | 5          | CN              | 3               | 2               | -                  | -                  | -                  | -          | -          | -          | 16     | 7      |
| Totale Sarpsborg 08 | Totale Sarpsborg 08 | Totale Sarpsborg 08 | 26         | 10         |                 | 3               | 2               |                    | -                  | -                  |            | -          | -          | 29     | 12     |
| lug.-dic. 2014      | Guangzhou R&F       | CSL                 | 16         | 8          | CC              | 1               | 0               | -                  | -                  | -                  | -          | -          | -          | 17     | 8      |
| 2015                | Guangzhou R&F       | CSL                 | 18         | 7          | CC              | 0               | 0               | -                  | -                  | -                  | -          | -          | -          | 18     | 7      |
| feb.-giu. 2016      | CSKA Mosca          | PL                  | 0          | 0          | KR              | 0               | 0               | UCL                | 0                  | 0                  | -          | -          | -          | 0      | 0      |
| Totale              | Totale              | Totale              | 98         | 41         |                 | 6               | 3               |                    | -                  | -                  |            | -          | -          | 104    | 44     |

### Cronologia presenze e reti in nazionale
| Cronologia completa delle presenze e delle reti in nazionale ― Nigeria | Cronologia completa delle presenze e delle reti in nazionale ― Nigeria | Cronologia completa delle presenze e delle reti in nazionale ― Nigeria | Cronologia completa delle presenze e delle reti in nazionale ― Nigeria | Cronologia completa delle presenze e delle reti in nazionale ― Nigeria | Cronologia completa delle presenze e delle reti in nazionale ― Nigeria | Cronologia completa delle presenze e delle reti in nazionale ― Nigeria | Cronologia completa delle presenze e delle reti in nazionale ― Nigeria |
| Data                                                                   | Città                                                                  | In casa                                                                | Risultato                                                              | Ospiti                                                                 | Competizione                                                           | Reti                                                                   | Note                                                                   |
| ---------------------------------------------------------------------- | ---------------------------------------------------------------------- | ---------------------------------------------------------------------- | ---------------------------------------------------------------------- | ---------------------------------------------------------------------- | ---------------------------------------------------------------------- | ---------------------------------------------------------------------- | ---------------------------------------------------------------------- |
| 11-10-2014                                                             | Khartum                                                                | Sudan                                                                  | 1 – 0                                                                  | Nigeria                                                                | Qual. Coppa d'Africa 2015                                              | -                                                                      |                                                                        |
| 15-10-2014                                                             | Abuja                                                                  | Nigeria                                                                | 3 – 1                                                                  | Sudan                                                                  | Qual. Coppa d'Africa 2015                                              | 1                                                                      |                                                                        |
| Totale                                                                 |                                                                        | Presenze                                                               | 2                                                                      |                                                                        | Reti                                                                   | 1                                                                      |                                                                        |